# 陳爲燠
陳爲燠，廣東省廣州府順德縣人，清朝政治人物、同進士出身。
光緒六年（1880年），参加庚辰科殿試，登進士三甲第80名。同年五月，著交吏部掣签，分发各省以知县即用。